# Calobre
Calobre is een plaats en gemeente (in Panama un distrito genoemd) in de provincie Veraguas in Panama. In 2015 was het inwoneraantal 12.000.
De gemeente bestaat uit devolgende twaalf deelgemeenten (corregimiento): Calobre  (de hoofdplaats, cabecera), Barnizal, Chitra, El Cocla, El Potrero, La Laguna, La Raya de Calobre, La Tetilla, La Yeguada, Las Guías, Monjarás en San José.